# Czeriemchowo (obwód amurski)
Czeriemchowo (ros. Черемхово) – wieś w Rosji, w obwodzie amurskim, w rejonie iwanowskim. W 2010 liczyła 873 mieszkańców.